# لئونارد فرید
لئونارد فرید (انگلیسی: Leonard Freed; ۲۳ اکتبر ۱۹۲۹ – ۲۹ نوامبر ۲۰۰۶) عکاس، و روزنامه‌نگار اهل ایالات متحده آمریکا بود.

## زندگی‌نامه
لئونارد فرید در بروکلین، در خانواده ای یهودی و از طبقه کارگر در سال ۱۹۲۹ چشم به جهان گشود. در سنین جوانی در زمینه نقاشی و طراحی گرافیک تحصیل کرد. در ابتدا قصد داشت نقاش شود و در لابراتوار طراحی الکسی برادویچ تحصیل کرد. بعد از تحصیل تحت تأثیر الکسی برادویچ به عکاسی علاقه‌مند شد و اینکه چطور عکاسی می‌تواند داستان‌ها را تعریف کند و زندگی را کشف کند و شیفتهٔ این هنر گردید. ادوارد استایکن، مدیر عکاسی در موزه هنرهای مدرن متوجه آثار فرید شد و به او گفت: او یکی از بهترین عکاسان جوان است که تا به حال دیده‌است. استایکن به فرید توصیه کرد به هنر عشق بورزد و سه عکس از آثار فرید را برای موزه خرید.
در اوایل دهه ۶۰ فرید در هلند زندگی می‌کرد تا اینکه عکس‌هایش دربارهٔ نهضت حقوق اجتماعی در روزنامه‌های اروپا، او را مجبور کرد به ایالات متحده بازگردد. دیدن تصاویری از سیاه‌های آمریکا که اغلب به شکل کاریکاتور بودند او را تحت تأثیر قرار داد. در صدد برآمد با ارائه آثاری حقانیت تصاویر را زیر سؤال ببرد. فرید با شرکتش در نهضت حقوق اجتماعی مشهور شد.
لئونارد فرید سال ۱۹۵۶ به اروپا مهاجرت کرد و کارش را با مأموریت‌های مطبوعاتی مثل Paris-Match, مجله‌های London Sunday Times، و Der Stern آغاز کرد.
فرید درباره عکاسی می‌گوید: 
“در نهایت،عکاسی درباره این است که شما که هستید” ، ” پی کشف حقیقت “. یا “دیدن حقیقتی که به صورت عادت درآمده است”.